# فالير
فالير (بالفرنسية: Vallière)‏ هي بلدية تقع في فرنسا في كروز (إقليم فرنسي).[بحاجة لمصدر] يقدر عدد سكانها بـ 755 نسمة ومساحتها 48.42 كم2 .